# Can Wertheim
Can Wertheim és una obra del municipi de Teià (Maresme) inclosa en l'Inventari del Patrimoni Arquitectònic de Catalunya.

## Descripció
Edifici de planta quadrangular i estructura pràcticament cúbica, coberta amb una teulada a quatre vessants i una torre llanterna al centre, amb coberta piramidal. Als angles de la casa i al nivell de la cornisa hi ha dues garites. A la façana SO és interessant el minvell del segon pis, damunt la galeria porxada. Interiorment hi ha una escala cèntrica que distribueix els espais i porta fins a la torreta mirador o llanterna. La façana principal té tres balcons a cadascun dels dos pisos que formen l'edifici, i a la planta baixa una porta central i dues finestres laterals. Tant la porta com els balcons i les finestres tenen llinda i brancals de pedra, amb els angles motllurats.

## Història
La casa va pertànyer a un banquer barceloní fins que els trasbalsaments econòmics de finals del segle xix l'afectaren, i la casa passà a un altre propietari. Actualment pertany a l'empresa Hispano Olivetti, que l'utilitza com a casa de colònies per als fills dels seus treballadors.